# 北野進
北野 進（きたの すすむ、1930年-）は、日本の産業考古学者、技術史研究家、赤十字史研究家。専攻は産業考古学。

## 経歴
1930年、長野県に生まれる。 旧制・長野県立屋代中学（現・屋代高校）を経て、1951年、東京工業専門学校（現・千葉大学工学部）機械科卒業。1958年以来、長野県の高校に勤務、池田工業高校長を経て岩村田高校長を最後に1991年3月末退職。長年の研究と著述を継続、技術史研究家、赤十字史研究家。2018年、瑞宝小綬章を受章。
拾ヶ堰、和時計、ガラ紡機、電気製鋼、水力発電など、安曇野地域の近代化遺産について取材・調査を行い、江戸時代から明治、大正、昭和時代（敗戦まで）の技術文化への研究を通して、日本全体の技術史を研究している。

## 著書

### 単著
- 「大給恒と赤十字 （銀河グラフィック選書）」　出版社：銀河書房　1991年
- 「安曇野と拾ケ堰 中島輪兵衛の記録」　出版社：企画・出版安曇野　1993年
- 「臥雲辰致とガラ紡機 発明の文化遺産 和紡糸・和布の謎を探る （産業考古学シリーズ）」出版社：アグネ技術センター　1994年
- 「安曇と碌山 鋳金真髄・山本安曇 増補」　出版社：出版・安曇野 1998年
- 「碌山芸術を支えた安曇」　出版社：出版・安曇野　2001年
- 「赤十字のふるさと ジュネーブ条約をめぐって」　出版社：雄山閣　2003年
- 「信州独創の軌跡 企業と人と技術文化」　出版社：信濃毎日新聞社　2003年
- 「安曇野の近代化遺産 技術史再考」　出版社：近代文芸社　2007年
- 「碌山と安曇の周辺 美術史の残照」　出版社：近代文藝社　2009年
- 「臥雲辰致とガラ紡機 発明の文化遺産 和紡糸・和布の謎を探る 増補」　出版社：アグネ技術センター　2018年[「臥雲辰致を支えた人々」を加えた増補版]
- 「安曇野の産業遺産 技術史展望 出版社：アグネ技術センター」　2019年〔「安曇野の近代化遺産」（近代文藝社 2007年刊）の改題，加筆〕[2]

### 共著
- 「利根川 人と技術文化」　出版社：雄山閣出版 1999年
- 「信州の人と鉄」　出版社：信濃毎日新聞社 1996年
- 「講座・日本技術の社会史 別巻 1～別巻 2」　永原慶二 [ほか] 編　日本評論社 [3]